# Шенк, Николас
Николас Майкл Шенк (англ. Nicholas Michael Schenck, при рождении — Николай Михайлович Шейнкер; 14 ноября 1881, Рыбинск, Ярославская губерния, Российская империя — 4 марта 1969, Флорида, США) — американский киномагнат.

## Биография
Родился 14 ноября 1881 года в городе Рыбинск (Российская империя) (имя при рождении — Николай Михайлович Шейнкер), один из семи детей в семье еврея Хаима (Михаила) — приказчика в конторе волжского пароходства.
Николай с родными, включая старшего брата Иосифа, эмигрировали в Нью-Йорк в 1893 году, сняв жильё в Нижнем Ист-Сайде. Впоследствии они переехали в Гарлем, где в то время жили в первую очередь еврейские и итальянские иммигранты. После их прибытия в Соединённые Штаты, Джо и Ник, как их тогда звали, сначала вместе продавали газеты, а затем работали в аптеке. За два года они накопили достаточно денег, чтобы стать её владельцами и начать другие деловые предприятия.
В один летний день братья Шенки поехали в Форт-Джордж, что в верхней части Манхэттена, и заметили, что тысячи людей стоят в парке, дожидаясь возвращения аттракционного поезда. Братья взяли пивную концессию, а также стали представлять некоторые водевильные развлечения. Именно в это время Шенки познакомились с Маркусом Ловом, который управлял кинотеатрами. Лоу, отметив успех братьев, дополнил их капитал, что позволило им в 1908 году открыть большой парк развлечений в округе Берген в Нью-Джерси прямо через реку от Манхэттена — назывался он «Палисадис»; просуществовал до 1971 года, но Шенки вышли из доли уже в 1934 году.
Впоследствии Шенки работали с Лоу в сфере кинотеатров. В период между 1907 и 1919 годами они инвестируются в недвижимость для производства никелодеонов, водевилей, и, в конце концов, кинофильмов. В 1919 году Лоу приобрёл киностудию. Николас тратит больше времени в «Loews, Inc.», а Джозеф переезжает в Голливуд, где становится, в конце концов, президентом киностудии «United Artists».
В апреле 1924 года Маркус Лов организовал слияние трёх кинокомпаний — «Metro Pictures», «Goldwyn Pictures» и «Louis B. Mayer Productions», новая корпорация получила название «Metro-Goldwyn-Mayer» (MGM). В 1927 году Маркус Лов внезапно умер, оставив контроль над MGM Николасу Шенку. В 1929 году Уильям Фокс, руководитель конкурирующей студии «Fox Film Corporation», организовал покупку контрольного пакета акций компании у Шенка. Луис Майер и Ирвинг Тальберг были возмущены — они были соучредителями MGM, но об этой сделке им ничего не сообщили. Майер обратился в Министерство юстиции и через свои политические связи добился выдвижения обвинения Фоксу в нарушении антимонопольного закона. То, что Фокс был тяжело ранен летом 1929 года в результате дорожно-транспортного происшествия, а также крах фондового рынка осенью 1929 года, поставило крест на объединении компаний, даже при условии положительного решения министерства.
К 1932 году Шенк руководил развлекательной империей, состоявшей из сети процветающих кинотеатров и кинокомпании МGM. В корпорации, которой Шенк продолжал внимательно управлять из Нью-Йорка, работало тогда 12 тысяч человек. Шенк, требуя плотного графика производства, создал напряжённость с Майером и Тальбергом, который был начальником производства вплоть до своей ранней смерти в 1936 году. Благодаря строгому регулированию Шенка, MGM работала успешно, став единственной компанией, продолжавшей выплачивать дивиденды во время Великой депрессии.
Под руководством Шенка компания подготовила большое количество фильмов, а благодаря студийной системе собрала под своей крышей множество талантов: Лон Чейни, Джоан Кроуфорд, Джин Харлоу, Кларк Гейбл, Спенсер Трейси, Кэтрин Хепбёрн, Джуди Гарленд, команда Джанет Макдональд и Нельсона Эдди и бесчисленное множество других. Ловкость в бизнесе сделала Шенка богатым человеком. В 1927 году у него вместе с братом Джозефом было около 20 млн $ (примерно 267 млн $ на сегодняшний день), с совместным годовым доходом, по крайней мере, в один миллион. По некоторым оценкам, Николас Шенк был восьмым богатейшим человеком в Соединённых Штатах в 1930-х годах.
Шенк имел власть и уважение, был на пике после Второй мировой войны, но времена менялись — на горизонте была эпоха телевидения. Как и многие в киноотрасли, Шенк категорически отказался участвовать в новой сфере. В 1951 году Луис Майер поссорился с Шенком из-за Дора Шери и был вынужден уйти из MGM. К середине десятилетия цена акций MGM снизилась, росло беспокойство акционеров. 14 декабря 1955 года президентом компании стал Артур Лоу, сын Маркуса Лоу, но Николас Шенк остался председателем Совета директоров. На следующий год, когда Артур Лоу ушёл в отставку по состоянию здоровья, президентом стал Джозеф Фогель, а Шенк был назначен почётным председателем, но ушёл на пенсию в тот же год.
Николас Шенк провёл свои последние годы в собственных поместьях в Сэндс-Пойнт на Лонг-Айленде, и Майами-Бич во Флориде. Первое из них, которое было приобретено в 1942 году, занимало 81 000 м², в главном здании было 30 роскошных номеров, имелся частный кинотеатр и 200-футовый причал.
Первый брак Шенка закончился разводом. Вторую жену он пережил. У Николаса Шенка было три дочери.
Умер 4 марта 1969 года.